# Flame Job
Albums de The Cramps
Look Mom, No Head!
(1991) Big Beat from Badsville
(1997)
Flame Job est le septième album studio du groupe américain The Cramps. Lors de sa parution en CD en 2003, il fut enrichi de 3 titres bonus [pistes 16 à 18].

## Titres
1. Mean Machine
2. Ultra Twist
3. Let's Get Fucked Up
4. Nest of the Cuckoo Bird
5. I'm Customized
6. Sado County Auto Show
7. Naked Girl Falling Down the Stairs
8. How Come You Do Me?
9. Inside Out and Upside Down (With You)
10. Trapped Love
11. Swing the Big Eyed Rabbit
12. Strange Love
13. Blues, Blues, Blues
14. Sinners
15. Route 66 (Get Your Kicks On)
16. Confessions of a Psycho Cat
17. No Club Lone Wolf
18. Ultra Twist [version]